# Krušija
Kanal Krušija je morski kanal koji se nalazi duž jugozapadne obale otoka Plavnika. 

S druge, zapadne strane kanala se nalazi otok Cres.
Sjeverna međa mu je spojnica rt Selzine na otoku Cresu - rt Veli Pin na otoku Plavniku, a južna međa mu je pravac (približno) rt Tarej na Cresu - otočići Kormati.
Izlaskom iz kanala Krušije s južne strane se uplovljava u Kvarnerić. 
Isplovljavanjem put sjevera se ulazi u Srednja vrata.
U kanalu Krušija su najveće dubine Kvarnera i jedne od najvećih u cijelom sjevernom Jadranu. Među njima je najdublja 113 metara.